# Felix Dexter
Felix Dexter, född 26 juli 1961 i Saint Kitts, död 18 oktober 2013, var en brittisk komiker, skådespelare och författare.